# Герб Канарських островів
Герб Канарських островів являє собою щит, в лазуровому полі якого сім срібних островів 2, 2, 2 і 1. Щит увінчаний золотою іспанською королівською короною. Щит підтримують два пси натурального (коричневого) кольору з ошийниками. Над шитому срібна стрічка з написом чорними літерами «Oceano».

## Символіка
Срібні острови посеред лазуревого поля символізують сім вулканічних островів Канарського архіпелагу. Корона означає приналежність островів Іспанії. Як щитотримачі обрані пси, тому що назва островів утворена від латинського слова canis, що означає «собака». Девіз перекладається як «Океан», символізуючи положення островів посеред Атлантичного океану.
Згідно статті в газеті «La Opinion de Tenerife» за 25 жовтня 2004 року, парламентська комісія з реформи статусу автономії запропонувала прибрати з підтримуючих щит собак нашийники, які означають одомашнених псів, в той час як ці тварини мали б бути дикими. Судячи з усього, дискусія стала продовженням не ухвалених пропозицій про видалення щитотримачів з герба повністю .